# Hebezeugwerk Sebnitz

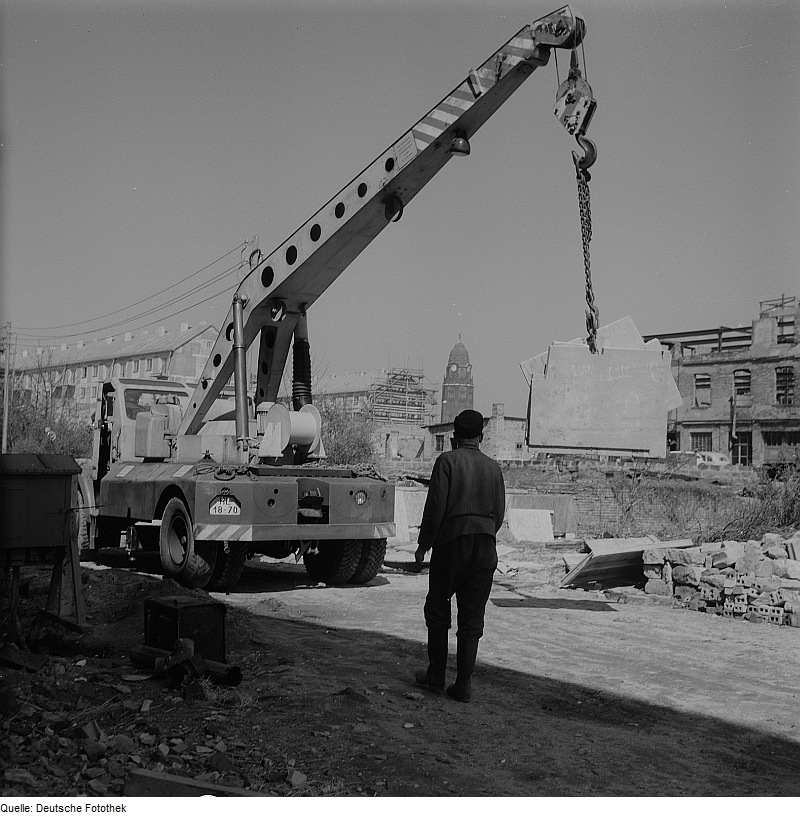
Ein in Sebnitz gebauter ADK 5 transportiert in den 1950er Jahren Betonfertigteile für den Häuserbau in der Dresdner Seevorstadt.

Der VEB Hebezeugwerk Sebnitz war ein Hersteller von Fahrzeugkranen in der DDR. Der Betrieb befand sich in Sebnitz im heutigen Landkreis Sächsische Schweiz-Osterzgebirge, Sachsen. Sein bekanntestes Produkt waren die Autodrehkrane (ADK).

## Geschichte
Der Volkseigene Betrieb VEB Hebezeugwerk Sebnitz ging 1948 aus der damals in Sebnitz ansässigen Georg Kirsten GmbH hervor. Dieser 1909 gegründete Betrieb hatte während des Zweiten Weltkriegs unter anderem Hebe- und Abschleppvorrichtungen für die Wehrmacht produziert (Lizenzfertigung von Bilstein-Kranen). Nach dem Volksentscheid in Sachsen am 30. Juni 1946 wurde er enteignet. Damals stellten mehr als 180 Beschäftigte in dem Werk Abschleppfahrzeuge, Portalkrane und diverse andere Hebezeuge her. Die vormaligen Inhaber bauten nach der Enteignung ihr Unternehmen in Kell am See in Rheinland-Pfalz neu auf, wo es noch heute besteht.
Nachdem die Sowjetunion das Inventar der Sebnitzer Papierfabrik als Reparation demontiert hatte, zog 1950 der VEB Hebezeugwerk Sebnitz in die leerstehenden Räumlichkeiten ein. Das Hebezeugwerk gehörte in dieser Zeit zur VVB ABUS („Arbeitsmittel für Bergbau und Schwerindustrie“) und deshalb später auch zur daraus hervorgegangenen VVB TAKRAF („Tagebau-Ausrüstungen, Krane und Förderanlagen“). Eine Anschlussbahn, die nach der Demontage ab 1951 wiederhergestellt wurde, verband das Werk mit dem an der Bahnstrecke Bautzen–Bad Schandau gelegenen Bahnhof Sebnitz (Sachs).
Von 1952 bis 1955 produzierte das Hebezeugwerk den Traktordrehkran Brigadefreund. Währenddessen entwickelte es bereits ab 1953 einen schnelleren Autodrehkran. Dieser ADK I/5 „Panther“ wurde 1954 vorgestellt, bis 1962 produziert und war die Basis für zahlreiche Weiterentwicklungen. Weitere Kranwagen in dieser Zeit waren der ADK III/3 „Puma“, der ADK IV/1,6 und der Mobildrehkran (MDK) 12,5. Bis 1970 erfolgte die Fertigung von Autodrehkranen in Sebnitz.
Durch eine politische Entscheidung wurde der Kranbau in Sebnitz beendet. Aufgrund guter Exportzahlen erreichte das Werk Ende der 1960er seine Kapazitätsgrenze, mangels Platz war eine Erweiterung des Betriebsgeländes nicht möglich. Zugleich kam es 1968 infolge einer Kursänderung in der Energiepolitik zu einem drastischen Rückgang des Bedarfes an Tagebauausrüstungen, so dass der VEB Schwermaschinenbau „Georgi Dimitroff“ Magdeburg zahlreiche freie Kapazitäten hatte und Krane produzieren sollte. Zunächst fertigte das Magdeburger Werk ab 1969 bis 1971 den ADK 63. Für eine Übergangszeit von zwei Jahren wurde der Kranbau in Sebnitz noch weitergeführt. Von 1969 bis 1971 baute das Hebezeugwerk Sebnitz den ADK 63-2, dessen Produktion anschließend bis 1976 ebenfalls in Magdeburg weiterlief. Mit dem Aus für den Sebnitzer Kranbau wechselten einige der Fachkräfte ebenfalls nach Magdeburg.
Von 1952 bis 1971 hatte das Sebnitzer Werk rund 5.000 Krane gebaut. Viele davon waren für den Export bestimmt. Auch das erste Funktionsmuster des ADK 100, das die Grundlage für den später ebenso in Magdeburg sowie ab 1974 beim VEB Maschinenbau „Karl Marx“ Babelsberg gebauten ADK 125 bildete, sowie weitere Prototypen wurden in Sebnitz entwickelt.
Infolge der Verlagerung der Hebezeugproduktion nach Magdeburg wurde das Hebezeugwerk 1971 dem Kombinat Fortschritt Landmaschinen zugeordnet. Als Teil des VEB Fortschritt Erntemaschinen Neustadt produzierte es bis zur Wende unter anderem den Schwadmäher E 301 und dessen Nachfolger. Die Fabrikgebäude, in denen nacheinander zuerst Papier, dann Hebezeuge und schließlich Erntemaschinen produziert worden waren, wurden 1993 abgerissen.
Anlässlich des 60. Kranbaujubiläums in der Stadt fand 2008 in Sebnitz eine Sonderausstellung statt.